# 前往世界的尽头
《前往世界的尽头》，是中國江苏卫视自创的一档真人實境秀环球旅途励志探秘栏目，於2015年4月17日（每周五）晚上22:00分起正式播出，该节目第一期播出弘扬普世价值观的精神成为高校教学的案例范本，引起各大媒体、观众的关注和热议。

## 节目简介
节目从2015年2月到4月，跨越五大洲三大洋十二个国家五十个地点，历时四个月的拍摄，得到澳大利亚的市长现场探班、瓦努阿图总理亲自接见、温哥华市长殷殷寄语以及以色列前总统的站台拉票，获得了前所未有的高规格行政待遇让《前往世界的尽头》未播先红。
张杰加盟并演唱改编自日本乐团WANDS原唱的主题曲《直到世界的尽头》，姚笛的参加也是她在出轨风波后首次复出。
《前往世界的尽头》节目组舍弃了全明星阵容的方式，改由行业名人和海选旅行达人（素人）共同组队。每期节目由6-8人的旅行达人参与录制，参与者不仅要与周围的自然环境进行深度融合，也要和其他队员一起齐心协力通过智商、情商和体商的三重考验。在节目的拍摄过程中，每个参与者都必须依靠各自在真实生活中的成长背景、知识储备和专业技能帮助团队前进。
作为国内户外综艺真人秀的先驱，《前往世界的尽头》走出国门，前往中国人鲜有踏足的地方，通过24小时全程无死角的真实记录，将真人秀中“人”的因素与无法预知的自然完美结合，通过在旅途中探秘的形式，发现未知世界中的风光。

## 节目固定主持
大张伟（大老师，领队）--音乐人、主持人（因证件被窃，缺席第8期一半行程）

卜学亮（亮哥，领队）--主持人、演员、歌手（缺席第5期；在第11期结尾去错机场，错过第12期行程，但结尾的时候赶到）

张蓝心--演员、模特、运动员（缺席第2、4期）

刘蕊（熊猫）--摄影师（在第11期结尾去错机场，错过第12期行程，但结尾的时候赶到）

赵威霖（威帅）--心理咨询师(缺席第八期)

刁羽（羽毛）--漫画师

郝雷（好雷人）--音乐人

李安梅（Emily、小艾）--歌手、学生

莫小棋--演员、主持人（第7期加入成为固定主持，缺席第9期）

## 节目内容
| 集数 | 国家和地区 | 挑战嘉宾 |
| ---- | ---------- | --- |
| 1    | 瓦努阿图   | 领队：大张伟、卜学亮 威帅（赵威霖），李安梅（Emily、小艾），郝雷，熊猫（刘蕊），羽毛（刁羽），张蓝心                                    |
| 2    | 澳大利亚   | 领队：大张伟，卜学亮 威帅（赵威霖），Emily（小艾），郝雷，熊猫（刘蕊），羽毛（刁羽）                                                    |
| 3    | 加拿大     | 领队：大张伟，卜学亮 张杰，张蓝心，周子迁，威帅（赵威霖），Emily（小艾），郝雷，熊猫（刘蕊），羽毛（刁羽）                              |
| 4    | 古巴       | 领队：大张伟，卜学亮 马苏，威帅（赵威霖），Emily（小艾），郝雷，熊猫（刘蕊），羽毛（刁羽）                                              |
| 5    | 斯里兰卡   | 领队：大张伟，彭宇 张蓝心，威帅（赵威霖），Emily（小艾），郝雷，熊猫（刘蕊），羽毛（刁羽）                                              |
| 6    | 泰国       | 领队：大张伟，卜学亮 姚笛，张蓝心，威帅（赵威霖），Emily（小艾），郝雷，熊猫（刘蕊），羽毛（刁羽）                                      |
| 7    | 西班牙     | 领队：大张伟，卜学亮 莫小棋，张蓝心，威帅（赵威霖），Emily（小艾），郝雷，熊猫（刘蕊），羽毛（刁羽）                                    |
| 8    | 荷兰       | 领队：卜学亮 大张伟，莫小棋，张蓝心，威帅（赵威霖），Emily（小艾），郝雷，熊猫（刘蕊），羽毛（刁羽）                                    |
| 9    | 爱尔兰     | 领队：大张伟 魏晨，张蓝心，卜学亮，威帅（赵威霖），Emily（小艾），郝雷，羽毛（刁羽）                                                    |
| 10   | 日本       | 领队：大张伟，卜学亮 汪东城，莫小棋，张蓝心，威帅（赵威霖），Emily（小艾），郝雷，熊猫（刘蕊），羽毛（刁羽）                            |
| 11   | 韩国       | 领队：周觅 (EXOCHEN, 吴世勋 特别出演舞蹈导师) 莫小棋，张蓝心，卜学亮，大张伟，威帅（赵威霖），Emily（小艾），熊猫（刘蕊），羽毛（刁羽） |
| 12   | 迪拜       | 领队：大张伟 郝雷，张蓝心，莫小棋，云朵（谢春芳），威帅（赵威霖），Emily（小艾），羽毛（刁羽）                                          |

## 同时段节目
- 浙江衛視《奔跑吧兄弟》
- 湖南衛視《天天向上》/《真正男子汉》
- 東方衛視《妈妈咪呀》
- 四川卫视《中国爸爸》